# Докич, Петар
Петар (Перо) Докич (серб. Петар (Перо) Докић; 10 октября 1917, Веля-Меча — 13 января 1942, Турия) — югославский партизан времён Народно-освободительной войны Югославии, Народный герой Югославии.

## Биография
Родился 10 октября 1917 в деревне Веля-Меча. Будучи учеником гимназии, вступил в 1936 году в рабочее революционное движение. Учился на факультете сельского хозяйства и лесоводства Белградского университета, в 1937 году принят в КПЮ. Неоднократно арестовывался.
В годы войны был руководителем движения партизан на горе Озрен, занимал должность политрука батальона Озренского партизанского отряда. Некоторое время был политруком всего отряда. Убит 13 января 1942 во время осады деревни Турия.
20 декабря 1951 посмертно получил звание Народного героя Югославии.